# Mariah Carey. Świąteczne życzenie
Mariah Carey. Świąteczne życzenie (ang. Mariah Carey’s All I Want for Christmas Is You, 2017) – amerykański film animowany, inspirowany kultowym przebojem świątecznym Mariah Carey „All I Want for Christmas Is You” oraz ilustrowaną książką dla dzieci o tym samym tytule.
Film z polskim dubbingiem został wydany na DVD – 27 listopada 2017 roku, dystrybucja: Filmostrada.

## Fabuła
Słynna piosenkarka Mariah Carey opowiada w filmie historię swej najlepszej piosenki!
Kiedy mała Mariah widzi cudownego szczeniaczka o imieniu Princess w sklepie zoologicznym, od razu wie, co pragnie dostać pod choinkę. Zanim jednak jej marzenie się spełni, musi pokazać, że potrafi zaopiekować się psem swego wujka, Jackiem, który jest niezłym rozrabiaką, a tak naprawdę – najgorszym psem pod słońcem! W jednej chwili Jack wywraca świąteczne przygotowania Mariah i jej rodziny do góry nogami. To nie były takie święta Bożego Narodzenia, jakich chciała… To było coś więcej niż mogła zamarzyć.

## Obsada
- Mariah Carey – Ona sama/narrator
  - Breanna Yde – Mała Mariah
- Henry Winkler – Dziadek Bill
- Phil Morris – Bud, tata Mariah
- Issac Ryan Brown – Brett
- Lacey Chabert – Penelope, mama Mariah
- Rachel Eggleston – Holly
- Connie Jackson – Babcia Lucy
- Dee Bradley Baker – Jack

### Wersja polska
- Lidia Sadowa – Mariah Carey
- Adam Bauman – Dziadek Bill
- Antoni Scardina – Brett
- Jacek Kopczyński – Bud, tata Marii
- Izabella Bukowska-Chądzyńska – Penelope, mama Marii
- Jerzy Dominik – pan Ingersoll
- Marta Dobecka – Holly
- Jan Barwiński – Ernesto
- Katarzyna Kozak – Babcia Lucy
- Dorota Furtak – Dyrektorka Reyes
- Zbigniew Kozłowski – pan Tyabji
- Agnieszka Kudelska – pani od chóru
- Artur Pontek – elf

i inni.

## Ścieżka dźwiękowa
Soundtrack został wydany tego samego dnia, co światowa premiera filmu. Zawierał on świąteczne klasyki w wykonaniu Mariah Carey, łącznie z jej największym przebojem „All I Want for Christmas Is You” oraz nowym utworem „Lil Snowman”.